# 貝德雷托

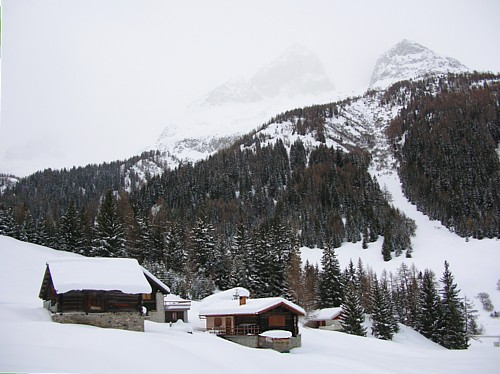

貝德雷托（Bedretto）是瑞士的城鎮，位於該國南部，由提契諾州負責管轄，面積75.23平方公里，海拔高度1,402米，2011年人口70，九成人口信奉羅馬天主教，人口密度每平方公里1人。